# Bataille de Rhodes (1912)
Pour les articles homonymes, voir Bataille de Rhodes.
Guerre italo-turque

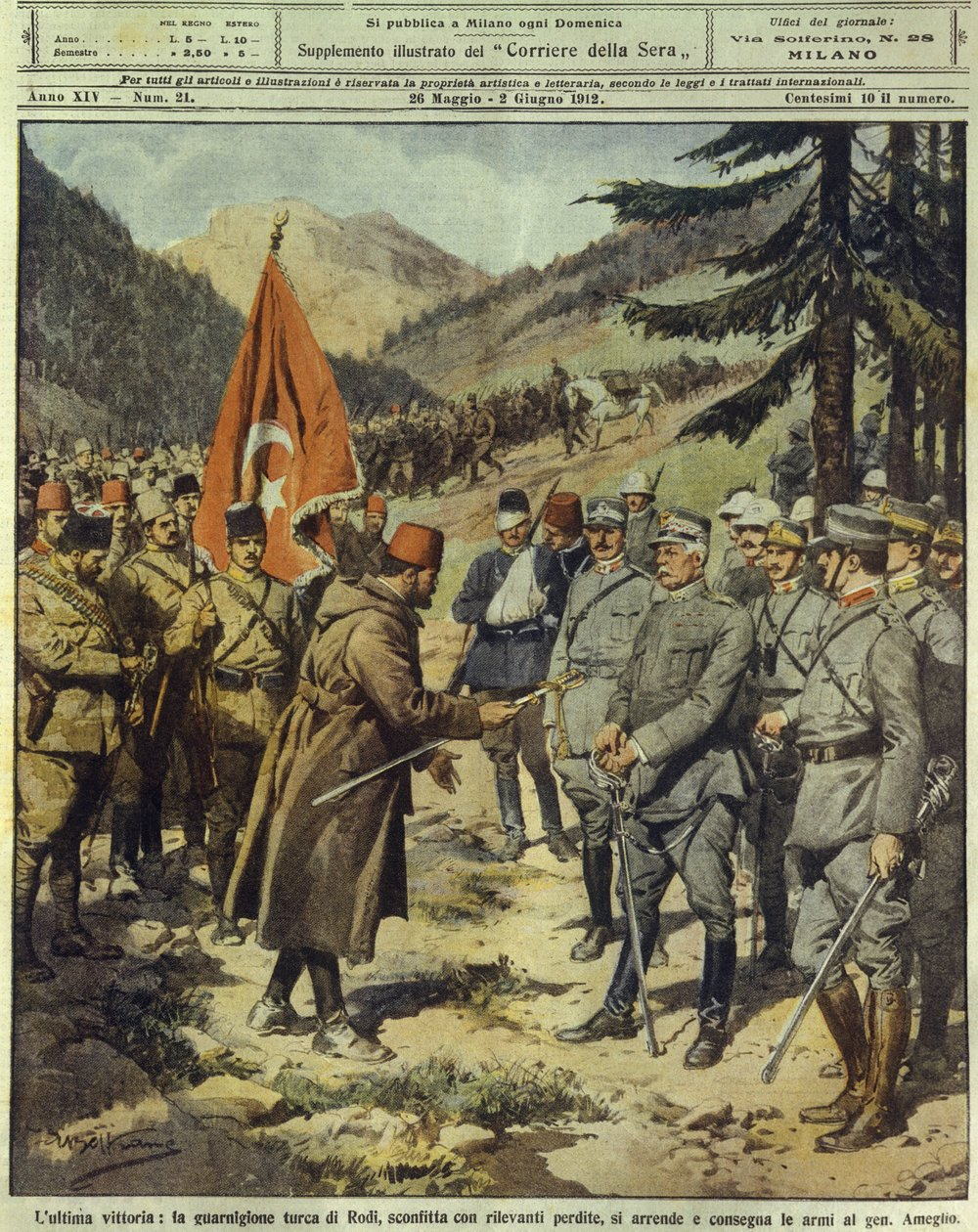
16 mai 1912 : reddition de la garnison turque de Rhodes au général italien Ameglio près de Psithos.

La bataille de Rhodes ou invasion de Rhodes a eu lieu en mai 1912 dans le cadre de la guerre italo-turque. Les troupes italiennes commandées par le lieutenant général (Tenente Generale) Giovanni Ameglio ont débarqué sur l'île tenue par les Turcs et en ont pris le contrôle après treize jours de combats, mettant ainsi fin à près de 400 ans de domination ottomane. Cette bataille est devenue le principal engagement des opérations italiennes en mer Égée,.

## La bataille
Les forces italiennes comptaient environ 9 000 à 10 400 hommes soutenus par une flotte de navires de guerre de la Regia Marina. De nombreuses troupes italiennes étaient des vétérans des campagnes en Libye, ayant été expédiées de Benghazi et Tobrouk. La Regia Marina a commencé à opérer au large de l'île quelques jours avant l'invasion. Le 1er mai, la marine italienne coupe le câble de communication reliant Rhodes au continent. Un débarquement sans opposition dans la baie de Kallithéa a commencé à 4 heures du matin le 4 mai et a duré jusqu'à 14 heures lorsque les Italiens ont commencé leur marche vers le nord en direction de la ville de Rhodes. Le personnel de l'armée ottomane comptait environ 1 000 hommes et officiers avec une poignée de vieilles pièces d'artillerie, bien que 10 000 autres miliciens aient été recrutés parmi la population civile musulmane locale. Au début, les Italiens ont surestimé la garnison ottomane sur l'île entre 2 000 à 5 000 hommes, ils ont donc attendu de rassembler suffisamment d'hommes pour l'attaque. Rhodes était protégée par un château mais celui-ci n'a pas été utilisé par les Turcs et n'a joué aucun rôle dans la bataille.
La première ligne de défense turque se trouvait au plateau Smith, où quelques centaines d'hommes étaient stationnés. Les troupes italiennes ont attaqué la position, tandis que onze navires italiens ont bombardé la zone. Les Turcs ont été mis en déroute avec des pertes importantes, bien que les Italiens aient rapporté que seuls sept de leurs hommes avaient été blessés. Les forces ottomanes se sont retirées cette nuit-là dans les montagnes autour de Psínthos et les Italiens ont avancé jusqu'à deux kilomètres de Rhodes et se sont arrêtés à 19 heures. Lorsque la ville s'est rendue le lendemain matin à 10 heures, l'armée italienne y a marché sans opposition,.
Pendant ce temps, d'autres débarquements sans opposition ont eu lieu à Kalavarda et dans la baie de Malona, toutes deux à environ 350 kilomètres au sud de Rhodes. Le 7 mai, le vali de Rhodes est capturé avec plus de 100 officiels turcs par le destroyer italien Ostro. Les Turcs tentaient de fuir les îles, mais ils ont fini par être envoyés à Tarente le 11 mai comme prisonniers. Le 15 mai, le lieutenant général Ameglio reprend l'offensive contre les forces ennemies autour de Psithos. Les débarquements à Kalavarda et dans la baie de Malona étant terminés, Ameglio et sa force principale furent en mesure d'encercler la position turque sur trois côtés tandis que le cuirassé Ammiraglio di Saint Bon bombardait les concentrations de troupes depuis le quatrième côté. Après une bataille de neuf heures, les Ottomans sont vaincus et la bataille de Rhodes prend fin lorsque les commandants turcs se rendent le lendemain, le 16 mai. 83 Turcs ont été tués à Psithos, 26 ont été blessés et 983 se sont rendus. Les 10 000 miliciens restants sont rentrés chez eux. 4 Italiens auraient été tués lors de l'engagement final et 26 hommes auraient été blessés. Après 390 ans de domination musulmane, Rhodes est à nouveau contrôlée par les forces chrétiennes,.

## Note
1. 1 2 3 4 5  Kurtcephe, p. 12 et 15.
2. 1 2 3 4  Beehler (1913).
3. 1 2 3  Irace (1912), p. 314-315.

## Source
- (en) Cet article est partiellement ou en totalité issu de l’article de Wikipédia en anglais intitulé « Battle of Rhodes (1912) » (voir la liste des auteurs).